# Thomas Helveg
Thomas Helveg (født 24. juni 1971 i Odense) er en tidligere dansk fodboldspiller, der fik en karriere på over tyve år med tretten år i en række udenlandske klubber samt en landsholdskarriere med 108 A-landskampe og deltagelse i fem slutrunder. Han blev desuden kåret som årets fodboldspiller i Danmark i 1994. Helveg var primært højre back, men spillede også på midtbanen og i det centrale forsvar.

## Karriere

### Klubber
Thomas Helveg indledte sin seniorkarriere i OB, hvor han var med til at vinde det danske mesterskab i 1989. Det var hans første sæson i OB's seniortrup, og det blev til et enkelt mål i to kampe. Han var derpå med til at vinde pokalturneringen med klubben i 1991 og 1993.
Han skiftede til italienske Udinese i 1994. Her spillede han i fire sæsoner og fik 141 kampe, inden han skiftede til A.C. Milan i 1998. Her vandt han såvel det italienske mesterskab som Coppa Italia samt Champions League (2003). Efter fem sæsoner her skiftede han til Milans lokalrivaler Inter, hvor han fik en enkelt sæson.
Derpå skiftede han til engelske Norwich, hvor det blev til en enkelt sæson, inden han skiftede til tyske Borussia Mönchengladbach, hvor han fik halvanden sæson, inden han i januar 2007 vendte tilbage til udgangspunktet i OB, hvor han fik trøje nummer 6. Den rutinerede forsvarsspiller var i en lang periode efter sin ankomst til det fynske plaget af skader og nåede kun at spille tre kampe i forårssæsonen 2006-2007. Han fik dog mere spilletid senere og endte med at spille frem 4. december 2010, hvor han endegyldigt indstillede sin aktive karriere på topplan med en kamp for OB mod AaB, som OB vandt 6-0. Han var med til at vinde endnu en dansk pokaltitel med OB efter tilbagekomsten. Det blev i alt til 534 kampe for det fynske hold.

### Landsholdskarriere
Helveg nåede at få tre kampe på Danmarks U/21-fodboldlandshold som en del af holdet, der deltog ved OL 1992 i Barcelona. Han spillede alle de tre kampe for Danmark, hvor det blev til uafgjort mod Mexico og Ghana samt nederlag på 0-3 til Australien. Dermed var Danmark ude af OL-turneringen.
Han debuterede på det danske A-landshold i en træningskamp mod Ungarn 20. april 1994, hvor han blev skiftet ind efter et kvarter i stedet for en skadet John "Faxe" Jensen. Han gjorde sig herefter bemærket ved at indkassere et gult kort i slutningen af kampen. Han etablerede sig snart som fast mand på landsholdet og scorede sit første landskampsmål i en træningskamp mod Ghana i juni 1996, kort inden EM i fodbold 1996; Helvegs mål var kampens eneste. Han var derpå med til EM-slutrunden, hvor Danmark (som var forsvarende mester) ikke nåede videre fra indledende runde.
Helveg var derpå med til at spille Danmark til VM-slutrunden 1998, og under slutrunden, hvor Danmark gik videre fra indledende runde, scorede Helveg sit andet mål på landsholdet i ottendedelsfinalen mod Nigeria, da han gjorde det til 4-0 i kampen, som Danmark vandt 4-1. Danmark tabte efterfølgende kvartfinalen mod Brasilien 2-3 og var dermed ude af turneringen.
Han var også med til EM-slutrunden i 2000, hvor han spillede to at Danmarks kampe i indledende runde. Danmark tabte alle kampe og var dermed ude. Han var fortsat med på landsholdet, der deltog i VM-slutrunden 2002, hvor Danmark vandt sin indledende pulje, men derpå tabte til England og var ude. Ved EM-slutrunden 2004 gik Danmark videre fra indledende runde, men tabte derpå til Tjekkiet og var ude (igen spillede Helveg alle Danmarks kampe). Han spillede alle kampe i kvalifikationen til VM 2006, hvor Danmark akkurat ikke kvalificerede sig, og spillede nogle af kampene i kvalifikationsturneringen til EM 2008. Danmark kvalificerede sig ikke, og i begyndelsen af 2008 besluttede Helveg at indstille sin landsholdskarriere. Han havde spillet sin kamp nummer 100 31. maj 2006 i en udekamp mod Frankrig, og han nåede i alt 108 kampe, hvor det blev til to mål, begge scoret mod afrikanske modstandere. Han var på det tidspunkt en af de spillere, der havde spillet flest kampe på det danske herrelandshold, og han er pr. 2025 fortsat i top ti blandt spillere med flest kampe.
Helveg har desuden med femten gule kort sammen med Thomas Gravesen rekorden som den danske landsholdspiller, der har fået flest advarsler i landskampe.
I juni 2025 blev han optaget i Dansk Fodbolds Hall of Fame.

## Videre karriere
I foråret 2011 blev Helveg assistenttræner i OB. Da Henrik Clausen stoppede som træner i klubben, blev Helveg ny træner. Han var derudover også i en periode assistenttræner for U/19-landsholdet.
Thomas Helveg tiltrådte som bestyrelsesmedlem i FC Roskilde i august 2015.